# Jean-Philippe Saïko
Jean-Philippe Saïko (Numea, 20 agosto 1990) è un calciatore francese, attaccante del Lössi e della Nazionale neocaledoniana.

## Carriera

### Club
Comincia a giocare in Nuova Caledonia, al Magenta. Nel 2013 passa al Gaïtcha. Nel 2014 si trasferisce in Francia, al Montaigu. Nel gennaio 2015 si accasa al Le Poiré-Sur-Vie. Nell'estate 2015 viene acquistato dal Poitiers.

### Nazionale
Ha debuttato in Nazionale il 29 maggio 2016, in Papua Nuova Guinea-Nuova Caledonia (1-1), in cui ha messo a segno la rete del definitivo 1-1 su assist di Brice Dahité. Ha partecipato, con la Nazionale, alla Coppa delle nazioni oceaniane 2016.